# Диазоуксусный эфир
Диазоуксусный эфир (этиловый сложный эфир диазоуксусной кислоты) — органическое диазосоединение, сложный эфир, с формулой N2CHCOOC2H5.

## Получение
- Впервые был получен Теодором Курциусом в 1883 году из гидрохлорида этилового эфира глицина:

{\displaystyle {\mathsf {H_{2}N{\text{-}}CH_{2}{\text{-}}COOC_{2}H_{5}\cdot HCl\ {\xrightarrow {NaNO_{2},NaOAc,0^{o}C}}\ N_{2}{\text{=}}CH{\text{-}}COOC_{2}H_{5}}}}
- Сейчас диазоуксусный эфир получают взаимодействием гидрохлорида этилового эфира глицина с азотистой кислотой:

{\displaystyle {\mathsf {H_{2}N{\text{-}}CH_{2}{\text{-}}COOC_{2}H_{5}\cdot HCl\ {\xrightarrow {NaNO_{2},H_{2}SO_{4}}}\ N_{2}{\text{=}}CH{\text{-}}COOC_{2}H_{5}}}}

## Физические свойства
Диазоуксусный эфир при нормальных условиях — это желтоватая вязкая жидкость.
Хорошо растворяется в этаноле, диэтиловом эфире, бензоле, плохо — в воде.
При взаимодействии с концентрированными кислотами или при нагревании неочищенного продукта — разлагается со взрывом.

## Химические свойства
- Диазоуксусный эфир реагирует с галогеноводородами и галогенами с образованием моно- и дигалогенуксусных эфиров:

{\displaystyle {\mathsf {N_{2}{\text{=}}CH{\text{-}}COOC_{2}H_{5}+HCl\ {\xrightarrow {\ \ \ }}\ ClCH_{2}{\text{-}}COOC_{2}H_{5}+N_{2}}}}
{\displaystyle {\mathsf {N_{2}{\text{=}}CH{\text{-}}COOC_{2}H_{5}+I_{2}\ {\xrightarrow {\ \ \ }}\ I_{2}CH{\text{-}}COOC_{2}H_{5}+N_{2}}}}
- С водой, спиртами и карбоновыми кислотами диазоуксусный эфир реагирует по схеме:

{\displaystyle {\mathsf {N_{2}{\text{=}}CH{\text{-}}COOC_{2}H_{5}+R{\text{-}}OH\ {\xrightarrow {\ \ \ }}\ RO{\text{-}}CH_{2}COOC_{2}H_{5}+N_{2}}}}
- При восстановлении диазоуксусного эфира результат зависит от восстановителя:

{\displaystyle {\mathsf {N_{2}{\text{=}}CH{\text{-}}COOC_{2}H_{5}\ {\xrightarrow {\ (NH_{4})_{2}S\ }}\ NH_{2}N{\text{=}}CH{\text{-}}COOC_{2}H_{5}}}}
{\displaystyle {\mathsf {N_{2}{\text{=}}CH{\text{-}}COOC_{2}H_{5}\ {\xrightarrow {\ Na-Hg\ }}\ NH_{2}NH{\text{-}}CH_{2}{\text{-}}COOC_{2}H_{5}}}}
{\displaystyle {\mathsf {N_{2}{\text{=}}CH{\text{-}}COOC_{2}H_{5}\ {\xrightarrow {\ Zn\ }}\ NH_{2}CH_{2}COOH}}}
{\displaystyle {\mathsf {N_{2}{\text{=}}CH{\text{-}}COOC_{2}H_{5}\ {\xrightarrow {\ H_{2},Pt\ }}\ CH_{3}COOH}}}
- В органическом синтезе диазоуксусный эфир используют в реакции Бюхнера: присоединение по кратным связям и внедрение по простым. Эта реакция часто используется для расширения цикла ароматических соединений, циклических кетонов и получения производных циклопропана: